# Krušina trušljikovina
Krušina trušljikovina (trušljika, pasja lijeska, obična krkavina, pasje grožđe; lat. Frangula alnus), biljna vrsta u rodu krkavinka ili krušina, porodica Rhamnaceae. 
Raširena je po Euroaziji od Atlantske obale do srednjeg Sibira i sjeverozapadne Kine, te na sjeverozapadu Afrike. Jedna je od dvoje vrste u rodu Frangula, koja raste u Hrvatskoj. Druga je kamenjarska krkavinka (F. rupestris). 
Grm je visok do tri metra. Kod nas raste u šumama i grmlju uz potoke i rijeke. Listovi su široki i jajasti ili ovalni, peraste nervature i cjelovitog ruba. Cvjetovi su bijeli, dvospolni, skupljeni u paštitac. Plodnica je obrasla, a zreli plod crnoljubičast. U kori su prisutni antrakinoni.